# Martin Lamotte

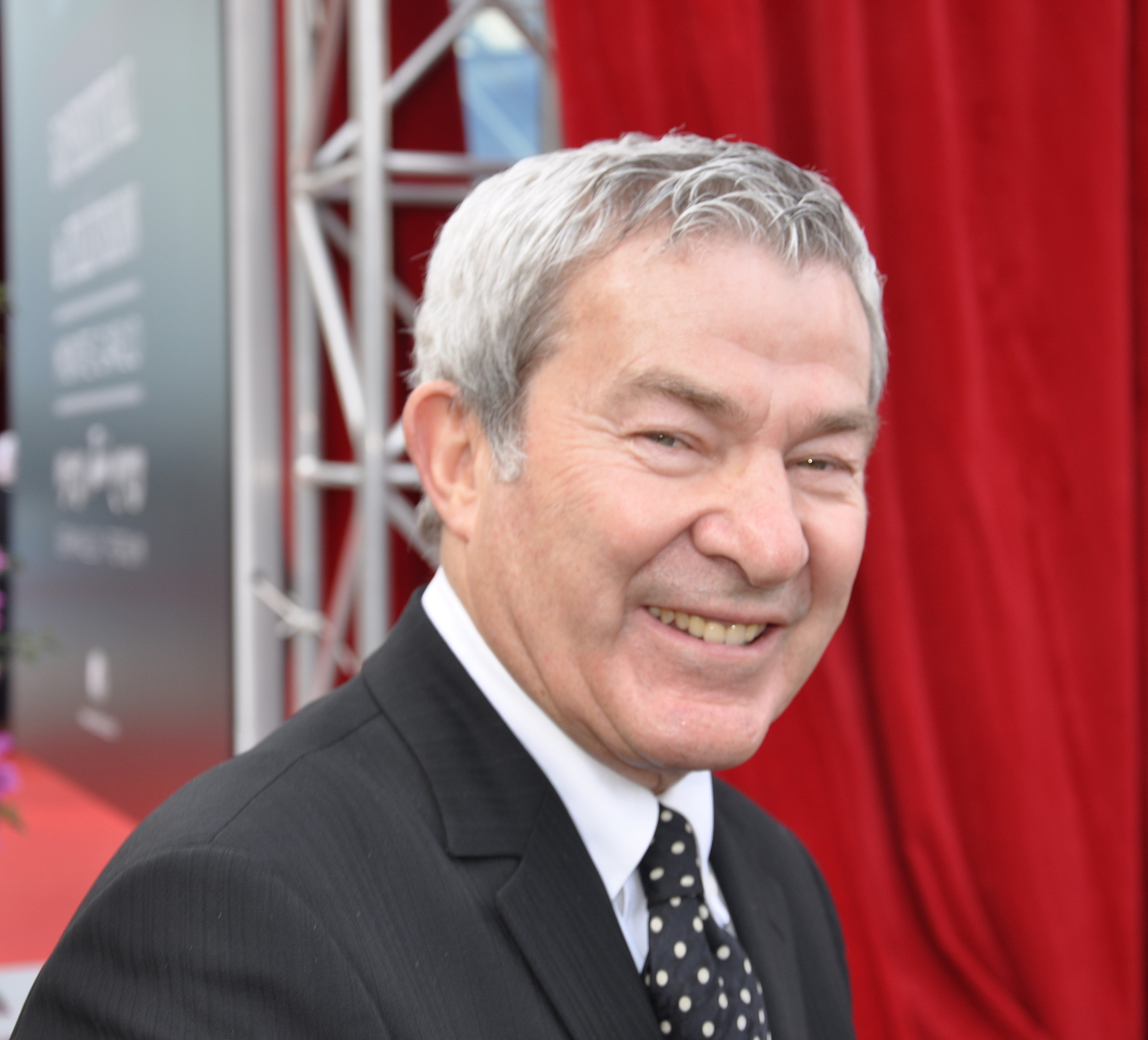
Martin Lamotte auf dem Monte-Carlo Television Festival 2013

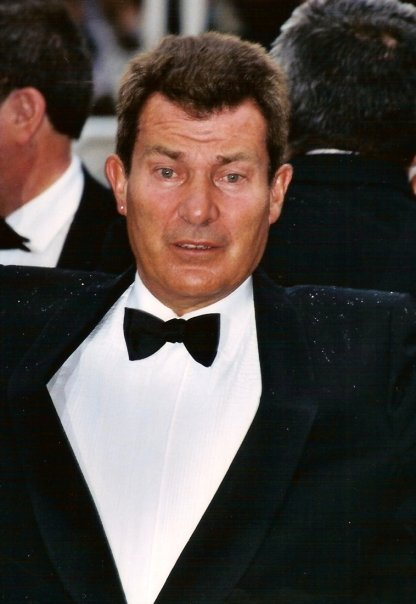
Martin Lamotte (Cannes 2002)

Martin Lamotte (* 2. Juni 1947 in Paris, Frankreich) ist ein französischer Schauspieler, Drehbuchautor und Filmregisseur.

## Biografie
Martin Lamotte studierte gemeinsam mit Patrick Dewaere, Coluche, Miou-Miou, Henri Guybet und Romain Bouteille bei Tania Balachova am Café de la Gare Schauspiel. Später debütierte er mit seinen Kollegen 1973 in der von Jacques Doillon inszenierten Komödie Das Jahr Null Eins als Filmschauspieler auf der Leinwand. Kurz darauf gründete er mit Coluche das Théâtre de la Veuve Pichard, auf dem er später auch auf der Bühne stand. Nebenbei spielte er auch am Théâtre Saint-Georges, Théâtre du Palais-Royal und am Théâtre des Variétés. Für seien Darstellung in der Komödie Un fil à la patte wurde er 1990 als Bester Nebendarsteller für den Theaterpreis Molière nominiert.
Parallel zur Schauspielerei schrieb Lamotte auch mehrere Drehbücher. Nach seinem Debüt mit der Komödie Les babas Cool schrieb er unter anderem auch Twist Again in Moskau und Das Zebra. Sein Regiedebüt gab er 1998 mit der Komödie Ça reste entre nous.
Seit 2002 ist Lamotte mit der Schauspielerin Karine Belly verheiratet.

## Filmografie (Auswahl)
Schauspiel
- 1973: Das Jahr Null Eins (L’an 01)
- 1976: Brust oder Keule (L’aile ou la cuisse)
- 1977: Verwöhnte Kinder (Des enfants gâtés)
- 1978: Die Strandflitzer (Les bronzés)
- 1979: Les héros n’ont pas froid aux oreilles
- 1980: Inspektor Loulou – Die Knallschote vom Dienst (Inspecteur la Bavure)
- 1981: Les hommes préfèrent les grosses
- 1982: Da graust sich ja der Weihnachtsmann (Le Père Noël est une ordure)
- 1982: Damenwahl – Männerjagd (Le quart d’heure américain)
- 1983: Ein mörderischer Sommer (L’été meurtrier)
- 1984: Viva la Vie – Es lebe das Leben (Viva la vie)
- 1985: Asterix – Sieg über Cäsar (Astérix et la surprise de César)
- 1985: Mit Eskorte zum Altar (Le mariage du siècle)
- 1986: La Gitane – Nichts als Ärger mit den Frauen (La gitane)
- 1986: Twist Again in Moskau (Twist Again à Moscou)
- 1987: Die Beduinen von Paris (L’œil au beur(re) noir)
- 1987: Insel der Meuterer (L’île)
- 1987: Schmutziges Schicksal (Sale destin)
- 1987: Solange es Frauen gibt (Tant qu’il y aura des femmes)
- 1987: Zwei halbe Helden (Fucking Fernand)
- 1988: Frequenz Mord (Fréquence meurtre)
- 1988: Mit Musik ins Liebesglück (Envoyez les violons)
- 1989: Der Krieg ist aus (Après la guerre)
- 1990: Bettkarriere (Promotion canapé)
- 1991: Aus Liebe zum Geld (La thune)
- 1991: Das Jahr des Erwachens (L’année de l’éveil)
- 1991: Paris erwacht (Paris s’éveille)
- 1993: Der Winkeladvokat (Les ténors)
- 1993: Ein Schluck mit Folgen (Coup de jeune)
- 1996: Beaumarchais – Der Unverschämte (Beaumarchais, l’insolent)
- 1997: Frank – Was sie schon immer über Heiratsschwindel wissen wollten (Arlette)
- 1999: Ferien und andere Katastrophen (C’est pas ma faute!)
- 1999: Le schpountz
- 2000: Adela
- 2002: Ma femme … s’appelle Maurice
- 2006: Les bronzés 3: amis pour la vie
- 2009: Erreur de la banque en votre faveur
- 2011: Une folle envie
- 2012: Profiling Paris (Profilage, Fernsehserie, 1 Folge)
- 2016: Nicolas Le Floch (Fernsehserie, 1 Folge)
- 2017: Kommissar Caïn (Caïn, Fernsehserie, 1 Folge)

Regie und Drehbuch
- 1981: Les babas cool
- 1983: Papy fait de la Résistance
- 1986: Twist Again in Moskau (Twist Again à Moscou)
- 1987: La vie dissolue de Gérard Floque
- 1992: Das Zebra (Le zèbre)
- 1998: Ça reste entre nous